# John Nusum
John Barry Nusum (ur. 18 marca 1981 w Devonshire na Bermudach) – bermudzki piłkarz grający jako napastnik dla klubu Bermuda Hogges (USL Second Division).
Nasum karierę piłkarską rozpoczął w akademickim klubie Furman University, gdzie trzykrotnie został wybierany do NSCAA All-American; obecnie jest także liderem wszech czasów w ilości strzelonych bramek (61) i zdobytych punktów (161).
Po ukończeniu college'u w 2001 roku, Nusum został wyselekcjonowany podczas MLS SuperDraft 2002 przez Columbus Crew. W klubie nie zagrał ani jednego meczu, przeszedł więc do Atlanty Silverbacks w A-League. Spędził w niej 2 lata, występując w 44 meczach; strzelił 10 bramek i zaliczył 3 asysty. W 2004 roku przeniósł się do Toronto Lynx (A-League), kończąc sezon z 4 bramkami na koncie w 25 meczach.
Rozegrał także jeden sezon w Major Indoor Soccer League z klubem Philadelphia Kixx. 
Nusum jest kapitanem reprezentacji Bermudów. Strzelił najwięcej bramek w drużynie podczas eliminacji do Mistrzostw Świata 2006. Zdobył dwie bramki w wygranym 2:1 meczu z Trynidadem i Tobago w drugiej rundzie eliminacji do Mundialu 2010.